# Vereinigung Österreichischer Investmentgesellschaften
Die Vereinigung Österreichischer Investmentgesellschaften (VÖIG) wurde am 20. Januar 1988 gegründet und ist der Dachverband der österreichischen Verwaltungsgesellschaften (VWGs) und Immobilien-Kapitalanlagegesellschaften (Immo-KAGs).
Der Verein mit Sitz in Wien, Schubertring 9–11, vertritt 100 % des von österreichischen VWGs und Immo-KAGs verwalteten Fondsvermögens.
Des Weiteren besteht seit 2013 auch die Möglichkeit einer außerordentlichen Mitgliedschaft für europäische Verwaltungsgesellschaften.
Zweck und Aufgabe des vereinsrechtlich organisierten Verbandes ist die Förderung des heimischen Investmentwesens sowie die Betreuung seiner Mitglieder.
Die VÖIG wirkt bei der Begutachtung von nationalen und internationalen (vornehmlich europäischen) Regularien, die die Interessen von Mitgliedern tangieren, mit. Sie steht in Kontakt mit Ministerien, Behörden sowie der Wirtschaftskammer Österreich (WKÖ) und pflegt einen Informationsaustausch mit nationalen und internationalen Organisationen und Verbänden.
Als Mitglied der European Fund and Asset Management Association (EFAMA) ist die VÖIG mit Stimmrecht in den diversen Gremien auf europäischer Ebene vertreten.
Seit Anfang 2005 nimmt die VÖIG auch Informationsmitglieder auf, die Zugang zu einem exklusiven und zeitnahen Informationssystem haben. Zum 31. Dezember 2016 zählt die VÖIG 38 Informationsmitglieder. Als Generalsekretär fungiert Dietmar Rupar.

## Vorstand (Stand August 2020)
- Heinz Bednar, Präsident, Geschäftsführer der Erste Asset Management GmbH[5]
- Dieter Aigner, Geschäftsführer Raiffeisen KAG[6]
- Dietmar Baumgartner, Geschäftsführer 3 Banken-Generali Investment-Gesellschaft m.b.H.[7]
- Michael Bumberger, Geschäftsführer Kepler-Fonds Kapitalanlagegesellschaft m.b.H[8]
- Peter Czapek, Geschäftsführer Bank Austria Real Invest Immobilien-Kapitalanlage GmbH[9]
- Hannes Roubik, Geschäftsführer Amundi Austria GmbH[10]
- Harald Latzko, Geschäftsführer Gutmann Kapitalanlagegesellschaft[11]
- Peter Reisenhofer, Geschäftsführer LLB Invest Kapitalanlagegesellschaft m.b.H.[12][13]

## Statistiken
Der Verband veröffentlicht regelmäßig Statistiken über den österreichischen Investmentfondsmarkt. Die Daten beziehen sich auf die Fondsvolumina-Entwicklung der VÖIG-Mitgliedsgesellschaften und die Aufteilung der Volumina nach Fondskategorien und Zielgruppen. Ausgewertet wird auch die Wertentwicklung (Performance) Österreichischer Publikumsfonds.